# Yuna Wada
Yuna Wada (jap. 和田 有菜, Wada Yuna, * 7. August 1999) ist eine japanische Langstreckenläuferin.

## Sportliche Laufbahn
Erste internationale Erfahrungen sammelte Yuna Wada 2018 bei den Juniorenasienmeisterschaften in Gifu, bei denen sie in 9:14,13 min die Silbermedaille im 3000-Meter-Lauf gewann. Anschließend wurde sie bei den U20-Weltmeisterschaften in Tampere in 9:00,50 min Vierte. Im Jahr darauf belegte sie bei der Sommer-Universiade in Neapel in 15:56,94 min ebenfalls Rang vier im 5000-Meter-Lauf.

## Persönliche Bestleistungen
- 3000 Meter: 9:00,50 min, 11. Juli 2018 in Tampere
- 5000 Meter: 15:25,14 min, 4. Dezember 2020 in Osaka
- 10.000 Meter: 32:22,83 min, 10. April 2021 in Yokohama